# Bertalan Papp
Bertalan Papp   (Tiszaföldvár, 7 de setembre de 1913 - Budapest, 8 d'agost de 1992) fou un tirador d'esgrima hongarès, especialista en sabre, que va competir durant les dècades de 1940 i 1950.
El 1948 va prendre part en els Jocs Olímpics d'Estiu de Londres, on guanyà la medalla d'or en la prova del sabre per equips del programa d'esgrima. Quatre anys més tard, als Jocs de Hèlsinki, guanyà una nova medalla d'or en la mateixa prova.
En el seu palmarès també destaquen dues medalles d'or al Campionat del Món d'esgrima entre les edicions de 1953 i 1955. També guanyà sis campionat d'Hongria de sabre, un individual i cinc per equips.